# Палац Скшинських-Чарторийських у Журавні
Палац Скшинських-Чорторийських (Журавно) — пам'ятка архітектури, розташована в містечку Журавно на півдні Жидачівського району Львівщини в міжріччі Дністра і Свічі. Збудований наприкінці XVIII ст. Адамом Жебровським.

## Про палац
У 1790 р. місто стає власністю Адама Жебровського.  Тоді вулиці були з «бруківки», а всі будинки на ринку змуровані з каменю. Оскільки донька Жебровського Сусанна, одружилась на Владиславі Скшинському, то весь палацовий комплекс переходить родині Скшинським. 
У 1904 році палац згорів, і  його більше не відбудовували. Власник Журавно Антоній Скшинський збудував за сотню метрів новий палац у стилі неоренесансу з елементами ампіру і сецесії, спроектований львівським архітектором, професором Владиславом Садловським. Його фасад прикрасила ліпнина: алегорії на військову тематику, маскарони лицарів, гербові картуші тощо.
На той час власник палацу був Антоній Скришинський в 100 метрах від згорілого палацу побудував новий. 
У 1930 році палац реставрували, останні власники: подружжя Гелена Скшинська і Казимира Чорторийського, дещо розширивши його. Найгарніший вид на палац був з боку великого саду, що й зараз оточує споруду. З цього боку фасад був підкреслений двома ризалітами неоднакової ширини з відкритою терасою між ними.
Палац мав у плані вигляд підкови із симетрично розташованими двома крилами. Головний фасад прикрашав портик, а ще був великий балкон з колонами тосканського ордеру. На території палацового комплексу був зимовий сад і альтанка, обрамлена чавунною балюстрадою.
Навколо палацу було закладено ландшафтний парк. Цей палац згорів у 1904 році і більше вже не відбудовувався. Коли у 1904 році згорів старий палац, 
У палаці збереглися залишки різьблення і ліпнини роботи відомого львівського майстра Пьотра Віталіса Гарасимовича. Парк навколо палацу заклав ще Адам Жебровський. У середині ХІХ століття парк перекомпонував відомий ландшафтний архітектор того часу Каміл Ямме. На початку ХХ століття на догоду новому власникові парк знову було видозмінено.
У парку чимало екзотичних рослин, серед яких 300-річне тюльпанове дерево, гінкго, стробус. З радянських часів і дотепер на території маєтку дієдитячий протитуберкульозний санаторій. Палац служив одним з його корпусів до пожежі 2004 року. Хоч і мізерні, у ньому збереглися залишки колишнього оздоблення. Споруда перебуває в жалюгідному стані. Кілька років тому нащадки Чорторийських виділили чималі кошти на її ремонт, проте розпочаті роботи невдовзі припинилися, і споруда руйнується дедалі більше.
За совєтів в колишньому палаці був протитуберкульозний санаторій. У 2004 році сильно постраждав від пожежі, із того часу палац не використовують.